# Sony BMG Music Entertainment Poland
Sony BMG Music Entertainment Poland Sp. z o.o. – polska wytwórnia muzyczna, pododdział Sony BMG Music Entertainment, powstała w 2004 roku w Warszawie w wyniku połączenia BMG Poland z Sony Music Entertainment Poland. Fuzja odbyła się na mocy umowy joint venture pomiędzy koncernami BMG i Sony Music Entertainment.
Według danych z 2008 roku Sony BMG Music Entertainment Poland wraz z Universal Music Polska, EMI Music Poland i Warner Music Poland posiadała 75% udział w polskim rynku fonograficznym.
W katalogu Sony BMG Music Entertainment Poland znajdowali się m.in. tacy wykonawcy jak: Ewelina Flinta, Kasia Cerekwicka, Lady Pank, Maciej Silski, Makowiecki Band, Marcin Rozynek, Ania Dąbrowska, Maria Sadowska oraz Maryla Rodowicz. 48 z wydanych przez wytwórnię płyt uzyskało w Polsce status złotej oraz 28 platynowej.
W 2008 roku firma BMG została wchłonięta przez Sony Music. Wówczas koncern, w tym jej polski oddział powrócił do nazwy Sony Music Entertainment.